# Lerista nevinae
Lerista nevinae — вид сцинкоподібних ящірок родини сцинкових (Scincidae). Ендемік Австралії.

## Поширення і екологія
Lerista nevinae мешкають на північно-західному узбережжі Західної Австралії, від острова Діксон до миса Ламберт. Вони живуть на прибережних дюнах, порослих невисокими акацієвими і чагарниковими заростями.

## Збереження
МСОП класифікує цей вид як такий, що перебуває на межі зникнення. Lerista nevinae загрожує знищення природного середовища.